# Фердинанд II Максимилиан фон Тьоринг-Зеефелд
Фердинанд II Максимилиан фон Тьоринг-Зеефелд (на немски: Ferdinand Maximilian Graf von Törring und Seefeld; * 1607; † 31 декември 1681, Мюнхен/ или в Зеефелд) е граф на Тьоринг и Тенглинг, фрайхер на Зеефелд в Горна Бавария.

## Биография
Той е големият син на фрайхер Фердинанд I фон Тьоринг-Зеефелд (1583 – 1622) и първата му съпруга му Анна Мария Фетер фон дер Лилие (1583 – 1612), дъщеря на Адам Фетер фон дер Лилие и Схоластика фон Цилнхардт. Брат е на Ладислаус Албек/Алвиг (1612 – 1648), граф на Тьоринг-Оберкьолнбах и Ау.
Баща му се жени втори път на 11 ноември 1612 г. и умира на 39 години на 8 април 1622 г. Втората му съпруга графиня Рената фон Шварценберг-Хоенландсберг (1589 – 1639) поема управлението на Зеефелд до 1630 г. за заварения си син Фердинанд Максимилиан.
През 1630 г. родът Тьоринг получава титлата граф. Полусестра му Анна Мария фрайин на Тьоринг (1613 – 1682) става графиня на Тьоринг-Зеефелд на 21 октомври 1630 г. и се омъжва на 7 май 1635 г. в Браунау за княз Майнрад I фон Хоенцолерн-Зигмаринген (1605 – 1681).

## Фамилия
Първи брак: на 23 февруари 1631 г. с фрайин Елизабет фон Ламберг († 31 октомври 1635), дъщеря на фрайхер Зигисмунд Георг фон Ламберг и фрайин Ева фон Найдек. Те имат две деца:
- Максимилиан Фердинанд фон Тьоринг-Зеефелд (* 13 февруари 1632; † 25 септември 1683, Виена в битка), граф на Тьоринг-Зеефелд, женен на 13 февруари 1667 г. в „Св. Петър“ в Мюнхен за Мария Анна Катерина ди Сан Мартино (* 24 януари 1651; † 1 януари 1729, Мюнхен)
- Франциска Елеонора фон Тьоринг-Зеефелд (* 24 октомври 1635, Браунау; † 26 октомври 1636, Браунау)

Втори брак: на 11 октомври 1637 г. в Инсбрук с фрайин Изабела Серафина фон Бемелберг († 30 май 1668), дъщеря на фрайхер Конрад XII фон Бемелберг-Хоенбург (1578 – 1626) и графиня Анна Констанция фон Фюрстенберг-Хайлигенберг, ландграфиня в Баар (1577 – 1659). Те имат девет деца:
- Мария Анна Констанция фон Тьоринг-Зеефелд (* 29 февруари 1640; † 1687)
- Йозеф Евстахиус фон Тьоринг-Зеефелд (* 11 януари 1641; † 20 май 1641)
- Йохана Терезия фон Тьоринг-Зеефелд (* 19 юни 1642; † 6 април 1644)
- Мария Франциска Нимфодора фон Тьоринг-Зеефелд (* 3 юли 1643, Пасау; † 27март 1687, при Зеефелд)
- Йохана Терезия фон Тьоринг-Зеефелд (* 22 март 1646; † 23 март 1646)
- Йохан Конрад Лоренц фон Тьоринг-Зеефелд (* 1 март 1647, Амеранг; † 30 април 1691,Мюнхен)
- Йохан Майнрад Евстах фон Тьоринг-Зеефелд (* 21 юни 1649; † 1650)
- Анна Мария Аделхайд фон Тьоринг-Зеефелд (* 31 януари 1651; † 1683), омъжена на 18 февруари 1671 г. в Мюнхен за граф Макс Йохан Франц фон Прайзинг-Хоенашау († 22 май 1718)
- Мария Катарина Терезия фон Тьоринг-Зеефелд (* 15 декември 1653; † 1698), омъжена на 1 май 1679 г. в Мюнхен за фрайхер Йохан Фердинанд фон Пуех († 1685)